# David di Donatello 1965
La cerimonia di premiazione della 10ª edizione dei David di Donatello si è svolta il 31 luglio 1965 al teatro antico di Taormina.

## Vincitori
Miglior regista
- Francesco Rosi - Il momento della verità (ex aequo)
- Vittorio De Sica - Matrimonio all'italiana (ex aequo)

Migliore produttore
- Carlo Ponti  - Matrimonio all'italiana

Migliore attrice protagonista
- Sophia Loren  - Matrimonio all'italiana

Migliore attore protagonista
- Vittorio Gassman - La congiuntura (ex aequo)
- Marcello Mastroianni - Matrimonio all'italiana (ex aequo)

Miglior produttore straniero
- Jack L. Warner - My Fair Lady (My Fair Lady)

Migliore attrice straniera
- Audrey Hepburn - My Fair Lady (My Fair Lady)

Migliore attore straniero
- Rex Harrison - My Fair Lady (My Fair Lady)

Targa d'oro
- Michael Cacoyannis, per la sua regia in: Zorba il greco (Zorba the Greek/Alexis Zorbas)
- Anthony Quinn, per la sua interpretazione in: Zorba il greco (Zorba the Greek/Alexis Zorbas); regia di Michael Cacoyannis
- Melina Merkouri, per la sua interpretazione in: Topkapi (Topkapi); regia di Jules Dassin
- Dino De Laurentiis, per l'insieme delle sue produzioni